# Tudzsíbidák

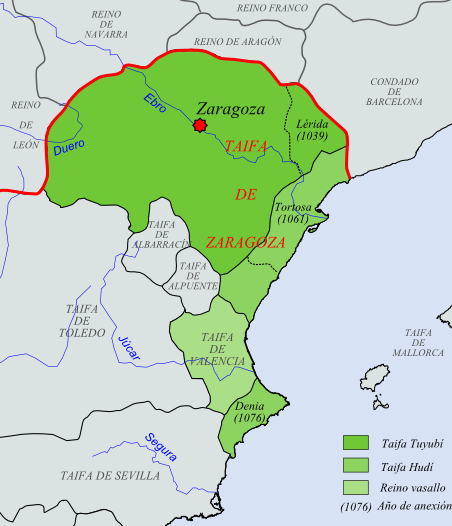
A zaragozai táifa (részfejedelemség) 1080 körül. A Tudzsíbidák csak a sötétzölddel jelölt magterületek felett uralkodtak, a világosabb tengerparti területek (Tortosa, Valencia és Denia) meghódítására az őket követő Húdidák idején került sor.

A Tudzsíbidák (arabul بنو تجيب, tudományos átiratban Banū Tuǧīb) egy arab származású muszlim uralkodóház tagjai voltak, akik az Ibériai-félsziget északkeleti részét uralták Zaragoza (Szarakuszta) központtal az ún. táifák (részfejedelemségek) időszakában, 1009-től 1039-ig. A család egy másik ága, a Szumádihidák (arabul بنو صمادح, tudományos átiratban Banū Ṣumādiḥ) a délkeleti Almería (al-Marijja) élén alapítottak önálló fejedelemséget, amelyet 1038–1091 között birtokoltak. A család zaragozai fejedelemsége a toledói Dzu n-Núnidák támogatta helyi Húdidáknak esett áldozatul, míg Almeríát, sok más déli táifához hasonlóan, az Almorávidák hódították meg.

## A dinasztia eredete
A Tudzsíbidák déli arab (kalbita, másképp kahtánita vagy jemeni) származású családja már az Ibériai-félsziget 711-ben kezdődő meghódításakor a térségbe érkeztek, és a muszlim területek északi határvidékén, az Ebro völgyében települtek le. A 9. század végén Calatayud és Daroca környékén jutottak birtokokhoz, és 890-től kezdve közülük kerültek ki Zaragoza kormányzói.

## A zaragozai fejedelemség
A córdobai omajjád kalifátus szétesésekor, 1009-ben a darocai Tudzsíbidák közül származó al-Mundzir ibn Jahja vette át a hatalmat a tartományban, aki a hammúdida Ali an-Nászir kalifától helytartói kinevezést és tiszteleti címeket kapott (al-Manszúr, Dzu r-Riászatajn). Al-Mundzir megerősítette hatalmát a térségben, és III. Sancho navarrai királytól tartva szövetkezett a leóni V. Alfonzzal és a barcelonai grófokkal.
Mundzirt 1023-as halála után a fia, az al-Muzaffar titulussal felruházott Jahja követte. Ő már önálló pénzt is veretett, de mindvégig elismerte a névleges hatalmú córdobai kalifák felsőbbségét. Amikor 1029-ben meghalt, a fia, Muizz ad-Daula al-Mundzir követte a trónon. Ő a kalifátus végső bukásakor, 1031-ben menedéket adott a Córdobából elmenekült III. Hisámnak, aki élete hátralévő részét Lleidában élte le, Muizz ad-Daula vendégeként. A fejedelmet végül 1039-ben egy távoli rokona, a 10. századi zaragozai helytartóktól származó Abdalláh ibn al-Hakam gyilkoltatta meg arra hivatkozva, hogy nem ismerte el a sevillai Abbádidák által legitim uralkodónak nyilvánított, ám addigra már rég elhunyt II. Hisám kalifátusát. Bitorlása 28 nap múltán ért véget: alattvalói fellázadtak ellene, és egy helytartója, Szulajmán Ibn Húd a toledói Iszmáíl az-Záfir támogatásával 1039 szeptember/októbere folyamán átvette a hatalmat. Abdalláh Rueda de Jalónba menekült, de sem az ő, sem családja további sorsa nem ismeretes.

## Az almeríai fejedelemség

Az almeríai fejedelemség 1037 körül

A zaragozai dinasztiaalapító al-Mundzir ismeretlen időpontban elűzte egy távoli rokonát, Muhammad ibn Ahmad ibn Szumádihot Huescából, ahol addig kormányzóskodott. Ibn Szumádih Valenciába menekült, ahol a helyi ámirida fejedelem, Abd al-Azíz al-Manszúr fogadta be, és két fiához adta két lányát. Ibn Szumádih rövidesen meghalt, Abd al-Azíz pedig 1038-ban, az addigi uralkodó, Zuhajr halála után Almería meghódítására küldte egyik fiát, Abu l-Ahvasz Maant, aki ezután néhány évig apósa nevében kormányozta a területet, amint pénzveretei is tanúsítják. 1052-es halálakor a fia, Abu Jahja Muhammad követte a trónon, egy ideig a nagybátyja, Abu Utba Szumádih gyámsága alatt. Muhammad már titulusaiban is önálló uralkodóként viselkedett: felvette az al-Mutaszim és az al-Vászik címeket, és rendkívül gazdag udvartartást vitt, amit a forgalmas almeríai kikötő jövedelmei fedeztek. Hosszú uralkodása alatt többször került konfliktusba a szomszédos granadai Zíridákkal és a valenciai Ámiridákkal.
Amikor 1086-ban almorávida segélyhadak érkeztek Észak-Afrikából a reconquista megfékezésére, al-Mutaszim a fia, Muizz ad-Daula Ahmad vezetésével küldött nekik hadakat a zallákai győzelemmel végződő hadjáratra. 1087-ben személyesen vezette csapatait Aledo ostromára. Az Almorávidák nem sokkal ezután megkezdték a hispániai muszlim fejedelemségek meghódítását, és már Almería felé közeledtek Granada megszerzése után, amikor az idős fejedelem elhunyt 1091 nyarán. Fia csak néhány hétig tudta tartani a fellegvárat, ezután hajóra szállt és az észak-afrikai Bidzsájába menekült, ahol a Hammádidák adtak neki menedéket élete végéig.

## Tudzsíbida uralkodók

### Zaragozában
- al-Mundzir ibn Jahja l-Manszúr (1009-1023)
- Jahja ibn al-Mundzir al-Muzaffar (1023-1029)
- Muizz ad-Daula al-Mundzir ibn Jahja (1029–1039)
- Abdalláh ibn al-Hakam (1039)

### Almeríában (Szumádihidák)
- Abu l-Ahvas Maan ibn Muhammad (1038-1052)
- Abu Jahja Muhammad ibn Maan al-Mutaszim (1052–1091)
- Muizz ad-Daula Ahmad ibn Muhammad (1091)